# Trichorhina lobata
Trichorhina lobata là một loài chân đều trong họ Platyarthridae. Loài này được Verhoeff miêu tả khoa học năm 1946.